# Joseph Murray de Melgum
Joseph, comte Murray de Melgum (né le 6 août 1718 à Tournai et mort le 5 juin 1802 à Vienne) est un militaire des Pays-Bas au service de la maison d’Autriche.

## Biographie
Murray of Melgum est le nom d’une ancienne famille noble originaire d’Écosse.
Joseph naît au moment où son père, le général Robert Murray, colonel propriétaire d’un des trois régiments formant la brigade écossaise au service des  États-Généraux des Provinces-Unies, exerce les fonctions de gouverneur militaire de Tournai. 
Veuve en 1719, sa mère, Marguerite Thérèse de Booninck, la fille d'un marchand de vin courtraisien, se remarie avec Ambroise, comte de Finale, général-major et gouverneur militaire de Nieuport.
Lui-même se marie à deux reprises. La première fois avec la luxembourgeoise Christine de Maringh, la fille d’un fermier général des domaines impériaux ; la deuxième fois, à Gand, le 26 juin 1765, avec Marie Anne Françoise Colette de Lichtervelde, douairière de Charles Albert Louis, comte de Thiennes de Rumbeke, qui lui donne un fils, Albert Joseph (1774-1848), futur lieutenant-feldmaréchal dans l’armée autrichienne.
Jules Mersch avance, sans preuve, que Robert Moray ou Murray, franc-maçon, quartier maître général de l’armée d’Écosse, membre fondateur et premier président de la Royal Society, est l'un de ses ancêtres. 
Notons cependant que la branche Murray de Melgum serait une branche cadette des Murray d'Écosse dont l'ainé de famille est le duc d'Atholl ; un cousinage avec Robert Moray pourrait dès lors être avancé. Son contemporain, John Murray, 3e duc d'Atholl fut Grand-maître de la Grande-loge des anciens d'Angleterre, puis d'Écosse. 
Joseph Murray fut lui-même franc-maçon bien que l'on ne puisse pas retrouver la (ou les) loge à laquelle il a appartenu. Notons que son beau-frère le comte Charles-Joseph de Lichtervelde (1741-1803) et son beau-fils le comte Chrétien-Charles de Thiennes (1758-1831) firent partie de loges de nos régions (respectivement pour l'un, « L'Heureuse Rencontre » à Bruxelles, et pour l'autre, « la Bienfaisante » à Gand et l'« Union Indissoluble » du régiment Murray), ce dernier fut même Grand-Hospitalier de la Grande Loge provinciale des Pays-Bas autrichiens .

## Carrière militaire
- 1733 : enseigne titulaire dans le régiment de Los Rios (10 juillet).
- 1739 : enseigne effectif (1er avril).
- 1741 : sous-lieutenant (1er août), puis  capitaine (28 octobre) dans le régiment de Ligne.
- 1747 : major dans le régiment wallon d’Arberg (20 novembre).
- 1755 : lieutenant-colonel (16 octobre).
- 1757 : colonel-commandant dans le régiment de Los Rios  (6 juillet).
- 1761 : général-major (30 juin) avec rang du 10 octobre 1758
- 1771 : général de division – Feldmarschalleutenant – (19 janvier) avec rang du 30 janvier 1769.
- 1784 : général commandant un corps d’armée – Feldzeugmeister – (3 avril) avec rang du 1er janvier de la même année.
- 1787 : admis à la retraite avec une pension annuelle de 4 000 florins (6 octobre).

## Honneurs et fonctions
La valeur dont Joseph Murray fait preuve lors de la guerre de Sept Ans (campagnes de 1757 : bataille de Breslau, et de 1758 : batailles d’Hochkirch et de Leuthen) lui valent la croix de chevalier de l’ordre militaire de Marie-Thérèse (23 janvier 1760).
Il est créé baron le 16 septembre 1760 et reçoit les lettres patentes de comte le 25 novembre de l’année suivante.
D’autres lettres patentes, délivrées le 19 mars 1783, lui accorde la faculté de porter aux Pays-Bas autrichiens les armes pleines de sa famille, avec les décorations dont les aînés de cette maison jouissent en Écosse.
Chambellan de LL. MM. II. RR. et conseiller aulique de l'empereur à des dates inconnues, il est nommé sous-inspecteur de toute l’infanterie des Pays-Bas autrichiens en 1766. Deux ans plus tard, il devient gouverneur militaire de Gand, puis d’Ostende et colonel propriétaire du régiment d’infanterie no 55 (anciennement Arberg) au sein duquel une loge sera créée en 1778 (L'Union indissoluble). Depuis 1781, il est commandant en chef des troupes impériales dans les provinces des Pays-Bas autrichiens.
En l’absence des gouverneurs-généraux, Albert Casimir, prince de Saxe-Teschen et Marie Christine, archiduchesse de Habsbourg-Lorraine, rappelés à Vienne avec les premiers troubles de la révolution brabançonne, il remplit les fonctions de lieutenant-gouverneur et capitaine général ad interim depuis le 19 juillet 1787 jusqu'au 27 octobre de la même année. Homme bon, ayant plus d’âme que de tête, selon le jugement du prince de Ligne, il fait alors des concessions aux « patriotes » belges, ce qui déplaît à l’empereur Joseph II. Léopold II, le successeur de ce-dernier, lui offre toutefois la chance de se racheter à l’égard de la monarchie en l’envoyant défendre ses intérêts au congrès qui se tient à La Haye et aboutit au Traité confirmatif du 10 décembre 1790.